# Barbãr d'X-elles
Barbãr d'X-elles  - żeński klub piłki siatkowej z Belgii. Swoją siedzibę ma w Brukseli. 